# Вечный кандидат
Вечный кандидат (англ. perennial candidate) — публицистический термин, употребляемый в отношении политического деятеля, участвовавшего подряд в нескольких выборах без серьёзных шансов на победу и каждый раз получавшего незначительный процент голосов. Как правило, это самовыдвиженец или представитель политической партии, имеющей небольшую поддержку. В значительной части случаев он и не рассчитывает на победу, а использует выборы для пропаганды своих взглядов.
Чемпионом среди «вечных кандидатов» (рекордсмен Книги рекордов Гиннесса) является канадец Джон Термел, на 2025 год участвовавший в 112 выборах разных уровней (111 проиграл и 1 раз выборы отменили). В Канаде известен также ряд других «вечных кандидатов», включая Майкла Бальдазаро, представителя «церкви Вселенной», выступающей за легализацию марихуаны; уличного музыканта Билла Керра. В Мексике известен Николас Суньига-и-Миранда, принявший участие в 10 президентских выборах.
В Великобритании подобные кандидаты используют привлекающие внимание псевдонимы: «За общественную безопасность — демократический монархистский белый житель» (Билл Боукс; сторонник отмены «красного света» для пешеходов; 30 лет карьеры кандидата, на одних из выборов набрал только 5 голосов; умер от травм, полученных при падении из автобуса), «Вопящий Лорд Сатч» (создатель «Официальной чудовищной бредовой чокнутой партии» музыкант Дэвид Сатч; участвовал в 39 выборах и довыборах, в том числе в Европарламент, покончил с собой в 1999 году).
В России образцом «вечного кандидата» являлся Лев Убожко, лидер Консервативной партии России, выдвигавший свою кандидатуру на нескольких президентских выборах (не зарегистрирован), а также участвовавший в думских кампаниях.
Особенно много таких кандидатов в истории США, где все политики, не принадлежащие к Республиканской или Демократической партиям и пытающиеся создать собственные, фактически являются маргиналами; партия постоянно выдвигает только их, не имея более заметных лидеров. Среди них такие известные, как Юджин Дебс, Линдон Ларуш, Ральф Нейдер, Гэс Холл и Гарольд Стассен, участвовавшие каждый не менее чем в четырёх президентских гонках.
Во Франции «вечным кандидатом» троцкистской партии Lutte Ouvrière («Рабочая борьба») являлась Арлетт Лагийе, участвовавшая в шести президентских выборах подряд на протяжении 33 лет. Её лучший результат — пятое место с 5 %, на выборах 2002 года. На тех же выборах «вечный кандидат» ультраправых — Жан-Мари Ле Пен — вышел во второй тур.